# منطقه ۲ شهرداری تهران
منطقه ۲ شهرداری تهران یکی از مناطق شهری تهران است که در شمال شرقی میدان آزادی، مابین مرکز و غرب  تهران است . این منطقه در محدوده مرکزی و شمالی شهر تهران قرار دارد. با مناطق یک، سه، پنج، شش، نُه، ده همجوار است. محدوده جغرافیایی آن از شمال به ارتفاعات البرز، از جنوب به خیابان آزادی، از شرق به بزرگراه شهید چمران و میدان توحید (کندی) و از غرب به بزرگراه اشرفی اصفهانی و بزرگراه محمد علی جناح قرار دارد. برخی محله‌های منطقهٔ ۲ عبارتند از: توحید، طرشت، تهران ویلا، شهرآرا، آریاشهر، کوی گیشا، ستارخان، مرزداران، شهرک غرب، سعادت آباد، فرحزاد و درکه می‌شود. منطقه ۲ دارای ۱۴ محله و ۹ ناحیه می‌باشد.

## تاریخچه
قدمت سکونت شهری و ارائه خدمات شهری در منطقه دو شهرداری به اوائل دهه چهل شمسی بازمی‌گردد. روستاهای درکه و فرحزاد در شمال منطقه و روستای طرشت در جنوب منطقه ازجمله سکونتگاه‌های قدیم منطقه هستند که سیمای تاریخی منطقه را شکل می‌دهند. شهرک‌سازی‌های دوره قبل انقلاب شامل: گیشا، شهرک غرب و ساخت وسازهای پل مدیریت و دانشگاه امام صادق (دانشگاه مدیریت شعبه هاروارد سابق)، احداث پارک پردیسان با نگاه گردشگری و زیست‌محیطی مربوط به دوره پهلوی دوم است. گسترش محله‌های مدیریت، سعادت‌آباد و شهرک مخابرات پس از واگذاری‌های زمین توسط بنیاد مستضعفان در اوایل انقلاب ۱۳۵۷ شروع شده که قسمت اعظم منطقه در اثر رشد سریع ساخت‌وساز در دو دهه اخیر به‌صورت شتابان شکل‌گرفته‌است.
- محدوده شهرداری منطقه دو تهران طیف‌ها و طبقه‌های مختلفی از اقشار مردم سکونت دارند؛ به‌طور مشخص مناطق: شهرک غرب، سعادت‌آباد، مرزداران و کوی گیشا به دلایل خدماتی، دسترسی، آب و هوایی و… جایگاه سکونت  طبقه مرفه شهر تهران بوده‌است. از سویی طبقات اجتماعی و مالی کم‌برخوردار در مناطقی نظیر فرحزاد، محله زنجان، محله اسلام‌آباد در آن جای گرفته‌اند؛ که دلایلی در این مسئله مؤثر بوده‌است از جمله به دلیل قدمت سکونت در بخش‌های خاصی از آن و وجود بافت روستایی و فرسوده.[۲] بنابراین طیف وسیعی از تنوع و سبک زندگی و طبقه‌های اجتماعی را در این منطقه می‌توان یافت. علاوه براین، منطقه دو از جمله مناطق شهری در تهران است که دارای تراکم جمعیتی بالایی است و مجتمع‌های بسیاری درآن ساخته شده‌است.[۲]
- این منطقه که در ابتدای شکل‌گیری به عنوان منطقه ییلاقی، سکونتی و خوش آب و هوا مورد استفاده قرار می‌گرفت، به تدریج به سمت حوزه سکونتی برای جمعیت رو به رشد تهران پیش رفته‌است. درمرحله بعد و به مرور زمان به دلیل ایجاد زیرساختهای نوین و گسترده، وجود قطعات بزرگ، ارزانی زمین، تمرکز فوق‌العاده فعالیت‌ها در مرکز شهر و نزدیکی منطقه به مرکز ثقل شهر و نیاز به توسعه ساختارهای اصلی فعالیت‌ها به پذیرش استقرار برخی فعالیت‌های فرامنطقه‌ای، شهری و فرا شهری گردن نهاد. این مشخصات و شرایط مناسب جغرافیایی و اکولوژیک همچنین زمینه مناسبی را برای توسعه جمعیت ساکن در منطقه ایجاد نموده‌است.[۲]

## اطلاعات عمومی
اطلاعات عمومی منطقه دربرگیرنده اطلاعات جغرافیایی و جمعیتی و دیگر ویژگی‌هاست.
اداره
منطقه ۲ شهرداری تهران به ۹ ناحیه و ۲۱ محله شورایاری ۱۴ محله ممیزی تقسیم می‌شود و شامل محله‌های آریاشهر، شهرآرا، گیشا، شهرک ژاندارمری، مرزداران، شهرک غرب، سعادت آباد، فرحزاد، طرشت و … است.
جغرافیایی
منطقه دو، با ۴۷٬۱ کیلومترمربع مساحت. منطقه دو در محدوده میانی و شمالی شهر تهران قرار دارد. با مناطقیک، سه، پنج، شش، نُه، ده همجوار است. محدوده جغرافیایی آن از شمال به ارتفاعات البرز، از جنوب به خیابان آزادی، از شرق به بزرگراه شهید چمران و میدان توحید (کندی) و از غرب به بزرگراه اشرفی اصفهانی و بزرگراه محمد علی جناح قرار دارد.
جمعیت
جمعیت این منطقه براساس سرشماری سال ۱۳۹۵ ایران، ۷۰۱٬۳۰۳ نفر (۲۳۹٬۷۴۲ خانوار) شامل ۳۴۳٬۰۳۳ مرد و ۳۵۸٬۲۷۰ زن است.
ویژگی‌ها
پرتال سازمانی شهرداری منطقه دو ویژگی‌هایی چهارگانه‌ای را برای این منطقه برشمرده است.
- گذر شریان‌های حیاتی شهر تهران شامل بزرگراه‌ها و دیگر خیابان‌ها از منطقه دو صرفه‌جویی‌های اقتصادی را از لحاظ کاهش هزینه حمل و نقل کالا و خدمات برای منطقه به همراه خواهد داشت.
- فضای وسیع سبز داخل منطقه می‌تواند عامل بسیار مهمی در ایجاد گذران اوقات فراغت باشد.
- تمرکز فعالیت‌های اداری، آموزشی عالی - تحقیقاتی سبب جذب ذی‌نفعان در منطقه شده‌است.
- وجود اراضی بایر وسیع در کنار خطوط حمل و نقل شهری و منطقه‌ای از دیگر پتانسیل‌های منطقه است؛ در استقرار فعالیت‌های تجاری، اداری و خدماتی نقش بسیار مؤثری دارند.

## محله‌ها
منطقه دو شهرداری تهران دارای بیست و یک محله است.

## مکان‌های مهم
در منطقه دو شهرداری تهران مراکز درمانی، فرهنگی، آموزشی، خدمات عمومی و … متعددی وجود دارد. تا سال ۱۴۰۰ تعداد سیزده پمپ بنزین وجود دارد. این منطقه بالغ بر یکصد مرکز خرید بزرگ و مجهز دارد. همچنین بیست و دو میدان میوه و تره‌بار در دسترس شهروندان این منطقه است.
بوستان‌ها
در منطقه دو تا سال ۱۴۰۰ بیش از دویست بوستان و پارک وجود دارد.
- پارک ژوراسیک تهران یا بوستان دایناسورهای متحرک یک بوستان آموزشی، گردشگری و تفریحی در میدان بهرود سعادت آباد تهران است. این پارک با انواع مجسمه‌های دایناسورها در گونه‌های مختلف و ابعاد واقعی نخستین پارک موضوعی پایتخت به‌شمار می‌رود که به معرفی انواع دایناسورها به همراه نمایش مجسمه‌های متحرک دایناسورها همراه با صدا و جلوه‌های ویژه می‌پردازد. پارک ژوراسیک تهران، نخستین پارک آموزشی و موضوعی در شهر تهران است که می‌توانید در آن مجموعه‌ای از حیوانات ماقبل تاریخ با قابلیت تحرک را ببینید. این پارک در سال ۱۳۹۳ افتتاح شده و حدود ۳۰ هزار مترمربع مساحت دارد. در حقیقت این پارک، یکی از زیباترین و دیدنی‌ترین مجموعه‌های دایناسورهای ماقبل تاریخ را دارد و در فضایی کاملاً طبیعی طراحی شده‌است. از قدم زدن در این پارک به میلیون‌ها سال پیش می‌روید، زمانی که انواع مختلفی از دایناسورها در این کره خاکی زندگی می‌کردند. ژوراسیک در سال ۱۳۹۲ احداث شد و در ۱۳۹۳ به بهره‌برداری رسید. این پارک منحصر به فرد، هم یک محیط تفریحی و هم آموزشی برای کودکان و نوجوانان است.[۴۲]

- بوستان نهج‌البلاغه یا دهکده گردشگری نهج‌البلاغه در منطقه دو شهرداری تهران واقع شده بیش از ۳۵ هکتار وسعت دارد. در بخش وسیعی از دره فرحزاد بین بزرگراه نیایش، بزرگراه همت و غرب بزرگراه یادگار امام احداث شده‌است. طول این بوستان یک و نیم کیلومتر و عرض متوسطش ۳۰۰ متر است. همچنین اختلاف ارتفاع سطح تا کف پارک، ۵۵ متر و دارای شیب بین ۱۰ تا ۳۵ درجه است. این بوستان چهار فاز دارد که فاز اول این بوستان در آذرماه سال ۱۳۸۸ به بهره‌برداری رسید. فاز اول این بوستان محدوده شمال بزرگراه شهید همت تا بلوار همیلاو فاز دوم آن محدوده شمال بزرگراه حکیم تا بزرگراه همت است.[۴۳]

- بوستان گفت‌وگو کوی گیشا یک بوستان فرامنطقه‌ای است که با بیش‌ترین تنوع گیاهی و طراحی‌های مختلف از زیباترین بوستان‌های شمالغرب تهران به‌شمار می‌رود. این بوستان، یک میلیون و ۴۴۵ هزار و ۸۰ متر مربع مساحت دارد که ۷ هکتار آن به کاشت ۱۰۰ گونه گیاه فصلی و دائمی اختصاص یافته‌است.[۴۴]

- پارک پردیسان وابسته به سازمان حفاظت محیط زیست ایران، مشهورترین پارک طبیعت ایران که در شهر تهران در محدوده منطقه ۲ شهرداری تهران قرار دارد. این پارک در شمال غربی تهران واقع شده‌است، از سمت شمال به بزرگراه همت و محله شهرک غرب، از شرق به بزرگراه شیخ فضل‌الله نوری کوی گیشا، از غرب به مسیل رودخانه پونک و از سمت جنوب به بزرگراه حکیم و محله بلوار مرزداران محدود می‌شود. بزرگراه یادگار امام در راستای شمالی/جنوبی، این بوستان را به دو بخش تقسیم می‌کند که پیوند آن‌ها به وسیله دو پل برقرار شده‌است.[۴۵]از امکانات این بوستان می‌توان به موزه تنوع زیستی، موزه آب و باغ وحش اشاره کرد. وجود موزه تنوع زیستی با انواع حیوانات و حشرات تاکسیدرمی شده، و بعضاً زنده، یکی دیگر از جذابیت‌های این پارک جنگلی است. ساختمان سازمان حفاظت محیط زیست ایران نیز در قسمت جنوبی این بوستان قرار دارد. این بوستان دارای دو بخش حیات وحش طبیعی؛ شامل جانوران بومی (پرندگان و خزندگان) و حیات وحش در حال اسارت؛ شامل سه گروه گوشت خوران، علف خوران و پرندگان است. این مجموعه با داشتن مرکز تحقیقات زیست‌محیطی، تحقیقات قابل توجهی را در زمینه جانورشناسی، گیاه‌شناسی، بیولوژیک حیات وحش، رفتارشناسی حیات وحش ارائه می‌دهد و همچنین دارای آزمایشگاه‌های مجهز است. بوستان پردیسان همچنین دارای موزه ملی آب و موزه تاریخ طبیعی در چهار حوزه نمایشگاهی، تحقیقاتی، آموزشی و خدماتی است. کارگاه تاکسیدرمی، سالن همایش، سالن نمایش فیلم، بوفه، پارکینگ و سرویس بهداشتی از دیگر امکانات این بوستان است.[۴۵]در سال ۱۳۹۳ بوستان پردیسان از طرف سازمان حفاظت از محیط زیست ایران، پارک بدون دخانیات نام گذاری شد.[۴۵]

- بوستان رفتگر

- بوستان پرواز

مراکز درمانی
- بیمارستان عرفان
- بیمارستان لاله
- بیمارستان پارسیان
- بیمارستان بهمن
- بیمارستان آتیه
- بیمارستان مدرس
- بیمارستان میلاد
- بیمارستان امیرالمؤمنین
- بیمارستان رسول اکرم

مراکز فرهنگی
- سینما اریکه ایرانیان
- پردیس سینمایی شهرک
- سینما برج میلاد

## حمل و نقل عمومی
دسترس به شبکه بزرگراهی تهران، همچنین سامانه اتوبوس تندرو و نیز ایستگاه‌های متعدد مترو از مزیت‌های منطقه دو شهرداری تهران است.
شبکه بزرگراهی
این محدوده به واسطه محصور شدن بین بزرگراه‌های شهید چمران، محمدعلی جناح و اشرفی اصفهانی و همچنین گذر بزرگراه‌هایی نظیر شهید همت، شهید حکیم، یادگار امام و آیت‌الله هاشمی رفسنجانی و همچنین دربرداشتن شریان‌های اصلی متعدد و طول کل شبکه معابر در حدود ۴۳٬۰۰۰ کیلومتر، این منطقه را به عنوان یکی از قوی‌ترین ساختارهای ارتباطی شهر تهران مطرح نموده‌است. همچنین دسترسی سهل و آسان به تمام نقاط شهر از طریق بزرگراه‌های شرقی- غربی و شمالی- جنوبی جهت جذب سایر فعالیت‌ها از دیگر توانایی‌های منطقه است.
اتوبوس
گذر اتوبوس تندرو موسوم به خط BRT، توسعه خطوط مترو و تعدد خطوط اتوبوسرانی باعث تسهیل قابل ملاحظه عبور و مرور درون‌شهری شده‌است. خط چهار بی‌آرتی از منطقه دو می‌گذرد و هفت ایستگاه از این خط در منطقه دو شهرداری قرار دارد.
ایستگاه‌های مترو
در منطقه دو شهرداری تهران ایستگاه متروی متعدد وجود دارد.
- ایستگاه متروی استاد معین
- ایستگاه متروی دانشگاه شریف
- ایستگاه متروی دکتر حبیب‌الله
- ایستگاه متروی شادمان
- ایستگاه متروی طرشت
- ایستگاه متروی یادگار امام
- ایستگاه متروی مرزداران
- ایستگاه متروی شهرک آزمایش
- ایستگاه متروی بوستان گفتگو
- ایستگاه متروی برج میلاد تهران
- ایستگاه متروی میدان صنعت
- ایستگاه متروی شهید دادمان
- ایستگاه متروی میدان کتاب